# ʿIsā
ʿIsā (1227 circa - 1308), in cinese 爱薛, fu un medico, astronomo e alto dignitario del XIII secolo vissuto nell'Impero mongolo. Fu molto apprezzato dai khan (imperatori) che si succedettero sul trono mongolo come figura rappresentativa del cristianesimo al servizio dell'Impero. Il suo nome è scritto come Ài xuē nelle fonti cinesi e come "Yuanshi", عیسی کلمچی nelle fonti persiane. Solamente nella letteratura islamica è ricordato anche come ʿIsā Tarsā Qalamchi (tarsa è un nome negativo per i cristiani tra i musulmani persiani; kalyamchi significa "scriba"). Il suo credo religioso fu quello della Chiesa d'Oriente.

## Biografia
Il luogo di nascita di ʿIsā è tuttora sconosciuto. Secondo varie versioni, proveniva dalla Siria o dai possedimenti in Asia Minore dell'Impero bizantino, oppure dall'Europa. Di conseguenza, potrebbe essere stato siriaco, armeno, greco o europeo. 
Nacque intorno al 1227.
Ricevette un'elevata formazione, diventando maestro di astronomia e di medicina. La sua famiglia aveva una consolidata reputazione. Nel 1246, quando gli anziani siriaci della Chiesa d'Oriente parteciparono alla cerimonia d'intronizzazione del nuovo Gran Khan dell'Impero mongolo, Güyük, lodarono pubblicamente l'ingegno e la fama di suo padre. Nel 1251 a Güyük succedette Möngke (1251-1259). La madre di Möngke era cristiana. Dopo averne sentito parlare, insistette per chiedere al padre di ʿIsā di trasferirsi in Mongolia. Poiché suo padre era molto anziano, ʿIsā entrò nell'entourage del Gran Khan per conto di suo padre. Il suo primo incarico fu quello di traduttore dal siriaco.

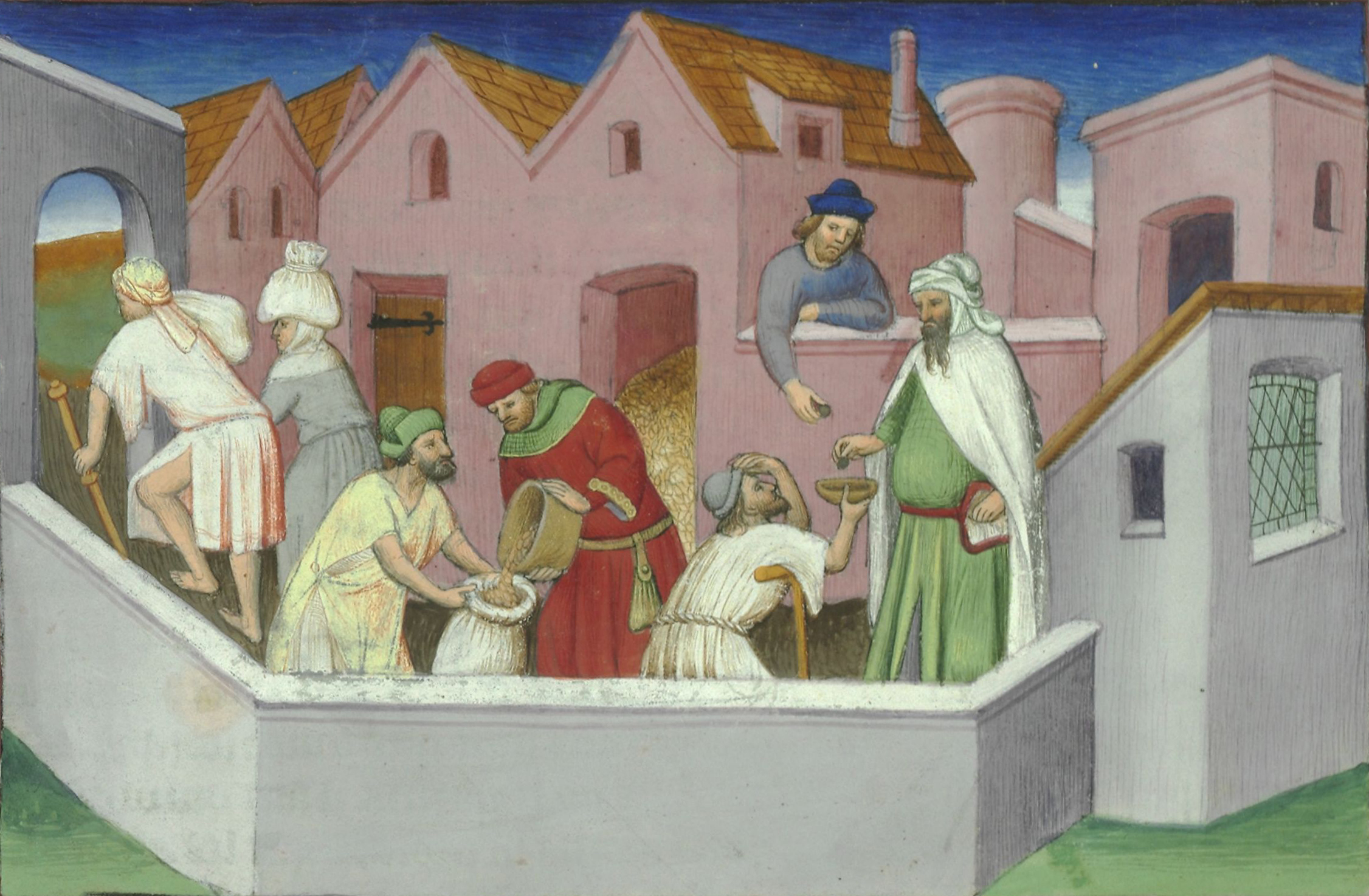
Aiutare i poveri in Cina. Miniatura dal Libro del Gran Khan

Con il successore Kublai (1260-1294), ʿIsā ebbe il suo primo incarico come medico. L'avanzamento della sua carriera fu facilitato dalla conoscenza delle lingue, dell’astronomia, ma soprattutto dal fatto che era una delle pochissime persone in Mongolia a conoscere la medicina delle “regioni occidentali”. 

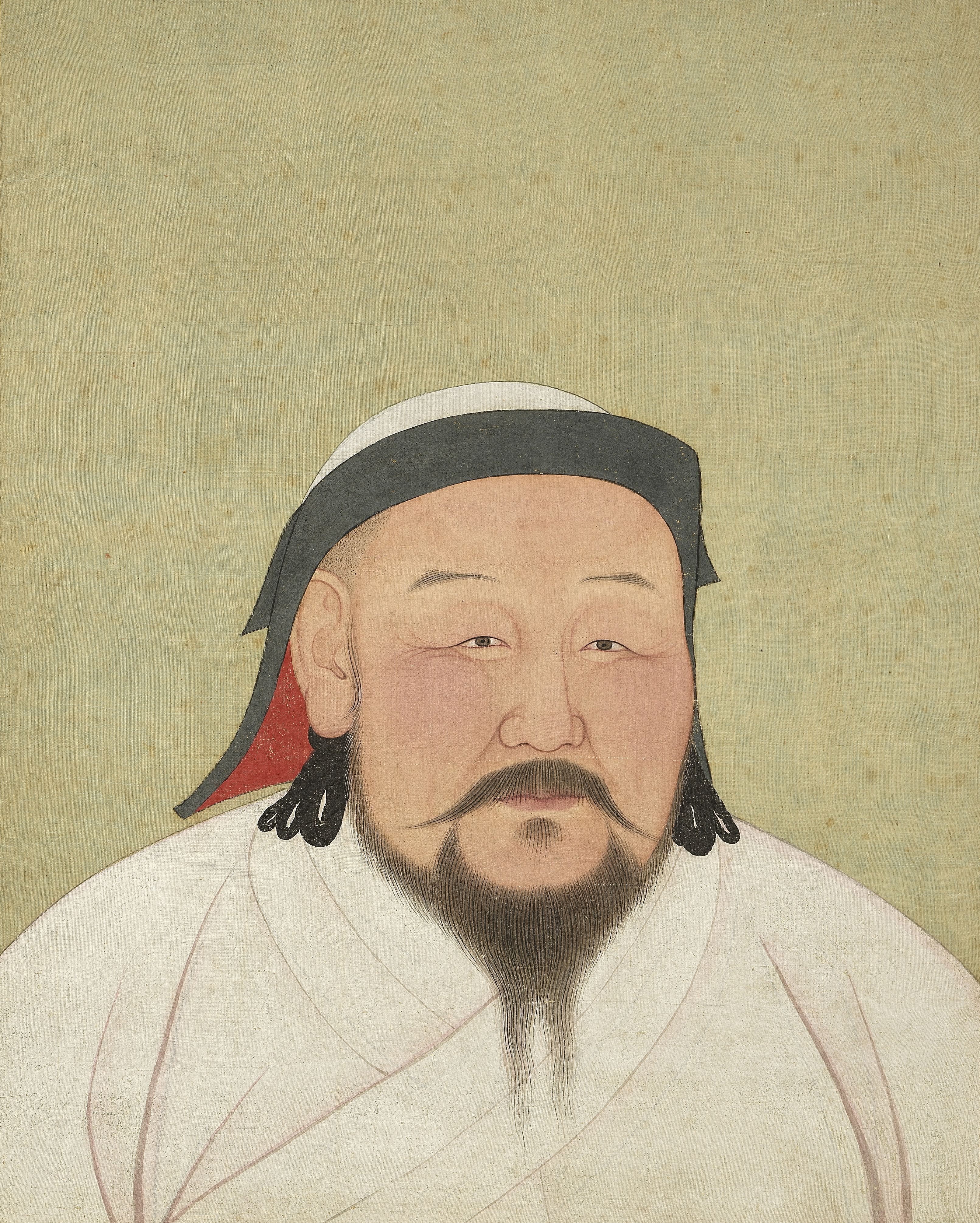
Kubilai. ʿIsā fu al servizio del Gran Khan per oltre trent'anni.

Nel 1268 ʿIsā fu posto a capo del Guang-hui si, uno dei dipartimenti della Grande Camera di Medicina di Tai e Yuan. Il Guang-hui si (che combinava la gestione di astronomia e medicina) fu creato su ordine di Khubilai per il trattamento gratuito dei poveri residenti “decrepiti e storpi” di Nanchino (“Città del Sud”), un sobborgo meridionale della capitale Dadu (Khanbaliq) prevalentemente popolato da cinesi ʿIsā sostenne Kublai Khan nell'attuazione di una serie di politiche contro i musulmani e cercò anche di impedire alla famiglia reale della dinastia Yuan di abbracciare il buddismo tibetano.
Nel maggio 1283 ricevette un ordine imperiale e fu inviato, insieme al Gran Cancelliere Boladl a servire sotto Arġun, il «Re delle province nordoccidentali». I due alti dignitari giunsero in Persia nell'inverno 1284-1285. Nel maggio 1285 Arġun inviò un'ambasciata a Roma, guidata dallo stesso ʿIsā.   
Nella lettera di Arġun a papa Onorio IV, ʿIsā appare come Ise tercimam (“Isa l'interprete”). Gli ambasciatori, che partirono da Tabriz (nell'attuale Iran nord-occidentale), presentarono al pontefice una proposta di alleanza contro l'Egitto mamelucco, comune nemico dei cristiani e dei mongoli, ma il tentativo non ottenne l'effetto sperato. ʿIsā tornò poi alla corte di Kublai Khan. Le fonti menzionano la sua assenza dalla Cina per due anni. Ad ʿIsā venne riconosciuto un merito speciale per aver preservato e riconsegnato al Gran Khan i preziosi abiti concessigli dall'Ilkhan. Kubilak Khan si fidò maggiormente di lui e lo nominò «Supervisore della segreteria» (responsabile delle scritture e dei libri reali e direttore dell'Archivio di Stato).

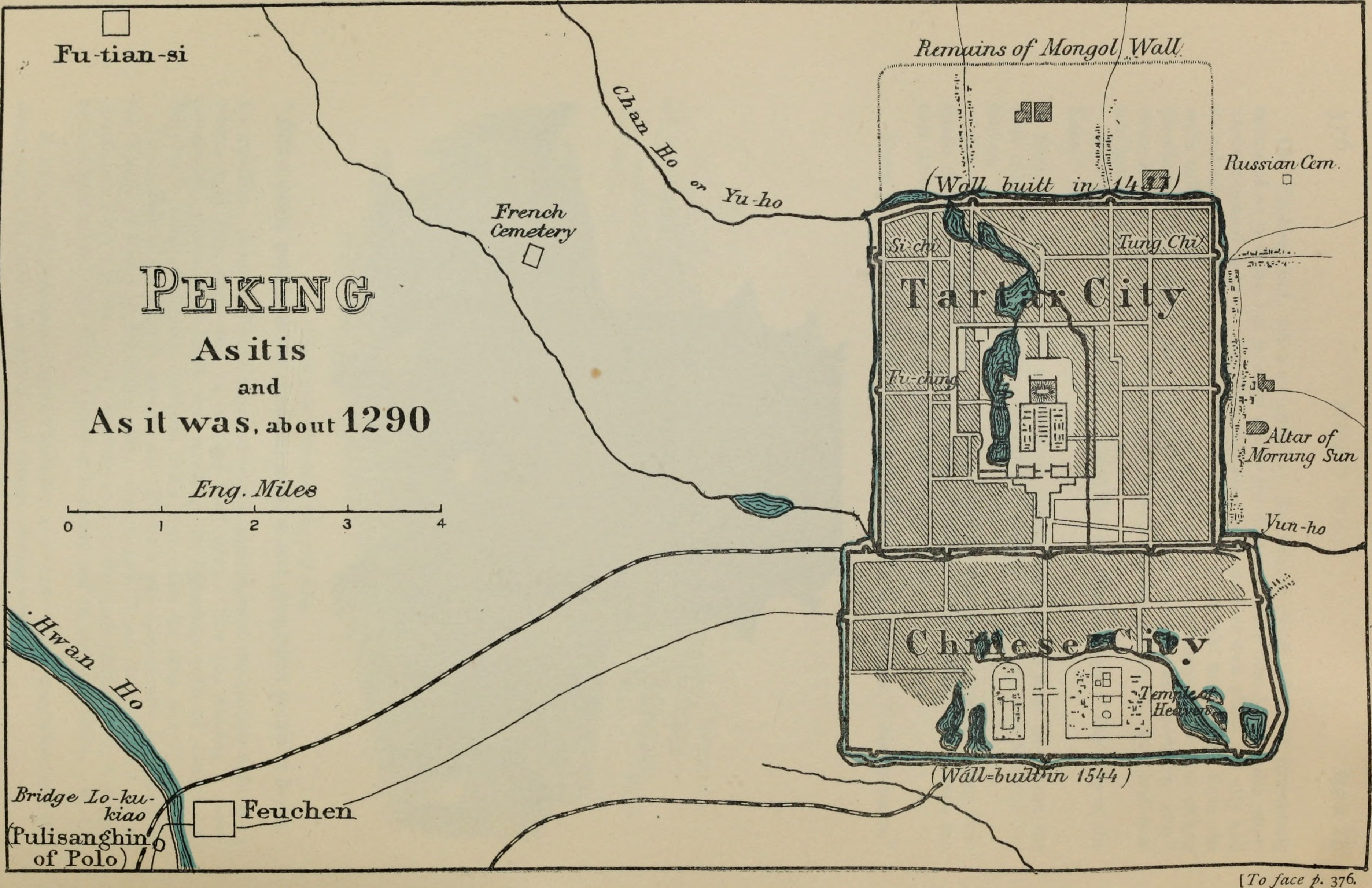
Pianta di Khambaliq, capitale dell'Impero persiano

Dal 1287 ʿIsā divenne capo del Mi-shu jian («Ispezione dei registri segreti», organismo che si occupava della conservazione dei testi antichi e dei libri di medicina), dal 1289 gestì il Chun-fu si («Gestione delle ricchezze nobiliari»), e fu responsabile di chiese e monasteri cristiani nel territorio dello Stato. Intorno al 1294 entrò all'Accademia Hanlin con il grado di xue-shi chen-zhi. Nello stesso anno divenne membro della Camera di Storia dello stato.
Dopo la morte di Kublai, quando Temur (1294-1307) salì al trono, ʿIsā ricevette ancora più favori e gli fu data una portantina, che usò per viaggiare tra un palazzo e l'altro della corte imperiale. Inoltre, nel 1297, fu nominato responsabile degli Affari di stato. In un primo momento, ʿIsā cercò di rifiutare la carica di Heizhang, ma si dice che fosse stato nominato direttamente dall'imperatore. Inoltre, in questo periodo, scoppiò uno scandalo in cui venne scoperto che i gioielli acquistati dal tesoro nazionale venivano comprati al doppio del loro prezzo al dettaglio (60 mila balish invece di 30 mila) e che ʿIsā e altri 11 funzionari di alto rango ricevevano la differenza come tangenti. I responsabili vennero rinchiusi in prigione e condannati a morte. I loro parenti ricorsero all'intercessione della madre del khan, ma Temur fu irremovibile. L'apparizione di una cometa durante questo periodo (la cometa di Halley, nel 1301) permise al Lama Tanba-bakshi, tenuto in grande considerazione da Temur, di convincere il khan che l'evento straordinario richiedeva il rilascio dei prigionieri. I dodici vennero graziati; la condanna a morte fu commutata nella condanna a rimborsare all'erario i 30 mila balish sottratti. Per qualche ragione, questa vicenda non è affatto menzionata nelle fonti cinesi, ed è menzionata solamente negli Annali di Temur.
Con l'ascesa al trono di Külüg Khan (1307) ʿIsā, ormai anziano, fu nominato alla carica di ping-zhang zhen-shi (funzionario del Segretariato imperiale principale), carica che non era collegata all'esercizio di alcun potere specifico. ʿIsā era giunto alla fine della sua vita: morì l'anno seguente nella sua residenza privata a Shangdu.
Dopo la morte (1308), alla sua famiglia furono donati più di 400 liǎng (circa 15 kg) d'oro, 750 liǎng (circa 28 kg) d'argento, 150 mila balish in carta moneta, molte pietre preziose, utensili d'oro e di giada, una veste di broccato e un cavallo bianco. Quest'ultimo fatto indica lo speciale favore dell'imperatore, poiché i cavalli bianchi erano considerati sacri, associati al Cielo e quindi destinati esclusivamente agli alti dignitari.

## Titoli onorifici
Durante la carriera
Nel 1263 divenne capo del Xi-yu i-yao sy («Dipartimento di medicina delle regioni occidentali») e del Xi-yu sin-li sy («Dipartimento di astronomia delle regioni occidentali»). Poiché queste amministrazioni non sono incluse nell'elenco delle istituzioni governative contenuto nella Yuan shi, si presume che si trattasse solo di un gruppo di medici e astrologi stranieri (semu-zhen: "dagli occhi colorati") della corte imperiale oppure di titoli concessigli dai suoi biografi.
Nomi postumi
Nel 1312 Buyantu Khan (khagan dei Mongoli dal 1311 al 1320) concesse ad ʿIsā i nomi postumi: "Aiuto sincero" (Cheng Xie), "Forte sostegno" (Li Tsang), "Dignitario che governa con [grande] abilità" (Zhi Gong Che), “Fedele e saggio” (Zhong xiang) e “Principe di Fu-lin” (Fu-lin wang). Allo stesso tempo, al famoso poeta Chen Chiu-fu fu ordinato di comporre un testo per la stele della lapide di ʿIsā. Egli dettò la seguente epigrafe: «Stele sul sentiero dello spirito del fedele e saggio Fu-lin Wang». Non è noto se l'epigrafe sia stata effettivamente scolpita sulla stele, poiché né il luogo di sepoltura di ʿIsā né la stele stessa sono conosciuti. 

## L'incerta origine etnica
La biografia di ʿIsā è l'unico caso di utilizzo del termine geografico Fu-lin nella Yuan shi, ma non nella storiografia cinese. Il termine apparve per la prima volta nel V secolo, e quindi apparentemente significava Bisanzio o la stessa Costantinopoli. Nei testi cinesi, il termine correlato Fu-lan o Fa-lan è un po' più comune: corrisponde a "franco", la designazione comune per gli europei ampiamente utilizzata in Medio Oriente. Secondo fonti cinesi, ʿIsā era «un uomo [del paese] Fu-lin della terra occidentale» (Xi-yu Fu-lin ren). Dopo la morte ricevette il nome postumo di Fu-lin wang, cioè “Principe di Fu-lin”. A questo proposito è importante osservare che, all'epoca dell'Impero mongolo, nessuno dei funzionari stranieri riceveva titoli che indicassero direttamente il suo paese natale, quindi probabilmente ʿIsā fu l'unico dignitario alla corte dei grandi khan originario di questi luoghi.
Sempre nelle fonti cinesi la moglie di ʿIsā si chiama Sha-la. La coppia ebbe cinque figli maschi e una figlia femmina. I maschi sono E-li-ya, Ta-er-ha, Kha-sy, Ke-le-ji-su, Lao-ha, Yao-ne, la figlia femmina è A -na-si- mu-sy. In questo caso, i nomi sono più facili da ricostruire: questi sono Elia, Dina, ʿIsā, Giorgio (Gorigos), Luca, Giovanni e Anastasia. Il nome cinese dello stesso ʿIsā (Ai-xue) è probabilmente una variante del nome “Isa” (Gesù), e sua moglie, a quanto pare, si chiamava Sara.
Secondo P. Pelliot, ʿIsā era un cristiano di origine siriaca e i suoi figli avevano nomi comuni tra i Nestoriani. Tuttavia, i nomi "nestoriani" dei figli di ʿIsā non possono essere accettati come prova della sua origine siriaca, poiché anche se era europeo (“franco”), molto probabilmente era vicino alla comunità nestoriana locale, composta da siriaci, ongud e uiguri, come l'unica comunità cristiana di rilievo in Cina a quel tempo. Si può presumere che la moglie Sara provenisse da questa comunità, ed è del tutto naturale che ai loro figli (battezzati, molto probabilmente, da un sacerdote nestoriano secondo il rito nestoriano) siano stati dati i nomi accettati tra i membri della comunità.
Sulla base delle informazioni disponibili nelle fonti, non è possibile risolvere definitivamente la questione dell'origine etnica di ʿIsā.